# الغسانية (جسر الشغور)
الغسانية قرية سورية تتبع ناحية مركز جسر الشغور في منطقة جسر الشغور في محافظة إدلب. بلغ عدد سكانها 389 نسمة في عام 2004 حسب إحصاء المكتب المركزي للإحصاء.
تقع غرب مدينة جسر الشغور ب 10 كم على الطريق الواصل بين اللاذقية وجسر الشغور في سوريا. تتميز الغسانية بجمال طبيعتها وينابيعها الرائعة وتتوفر فيها كافة أنواع الخدمات، ومن مزروعاتها التفاح والكرز والتين، وهي من المصايف المعروفة في المنطقة.
توجد فيها ثلاث كنائس هامة هي:
- كنيسة الروم الأرثوذكس
- كنيسة اللاتين
- الكنيسة الأنجيلية

ويقام فيها سنويا احتفال وعيد السيدة العذراء والذي يصادف في 15 آب من كل سنة، وتقام أنشطة دينية في الصيف واحتفالات وتعاليم دينية، وتنظم رحلات داخل القرية وخارجها.
في شهر أيلول 2012. تعرضت لهجوم من الجماعات الإسلامية، هجر أهلها، وفي عام 2013 أحرقت الأديرة والكنائس. فيها وقتل راهب دير العامودين لطائفة السريان الكاثوليك الأب فرانسوا مراد. [بحاجة لمصدر]